# Herrarnas sprint i bancykling vid olympiska sommarspelen 1980
Herrarnas sprint i bancykling vid olympiska sommarspelen 1980 ägde rum söndagen den 23-26 juli 1980 i Moskva.

## Medaljörer
| Event            | Guld               | Silver            | Brons                |
| Herrarnas sprint | Lutz Heßlich (GDR) | Yave Cahard (FRA) | Sergei Kopylov (URS) |

## Resultat

### Eliminteringsrunda

#### Första omgången
| Heat | Placering | Cyklist          | Land            | Tid   | Kvalificering |
| ---- | --------- | ---------------- | --------------- | ----- | ------------- |
| 1    | 1         | Lutz Hesslich    | Östtyskland     | 11,42 | Q             |
| 1    | 2         | John Musa        | Zimbabwe        |       |               |
| 2    | 1         | Anton Tkác       | Tjeckoslovakien | 10,86 | Q             |
| 2    | 2         | Fawzi Abdussalam | Libyen          |       |               |
| 3    | 1         | Yavé Cahard      | Frankrike       | 10,70 | Q             |
| 3    | 2         | Terrence Tinsley | Storbritannien  |       |               |
| 4    | 1         | Sergeij Kopjlov  | Sovjetunionen   |       | Q             |
| 4    | 2         | Paul Ahkoas      | Finland         | NP    |               |
| 5    | 1         | Octavio Dazzan   | Italien         |       | Q             |
| 5    | 2         | Juan Palacios    | Ecuador         | NP    |               |
| 6    | 1         | Benedykt Kocot   | Polen           |       | Q             |
| 6    | 2         | Hans Fischer     | Brasilien       | NP    |               |
| 7    | 1         | Henrik Salee     | Danmark         | 11,24 | Q             |
| 7    | 2         | James Joseph     | Guyana          |       |               |
| 8    | 1         | Heinz Isler      | Schweiz         | 10,98 | Q             |
| 8    | 2         | László Morcz     | Ungern          |       |               |
| 9    | 1         | Kenrick Tucker   | Australien      | 11,35 | Q             |
| 9    | 2         | Lau Veldt        | Nederländerna   |       |               |

#### Första uppsamlingen
| Heat | Placering | Cyklist          | Land           | Tid   | Kvalificering |
| ---- | --------- | ---------------- | -------------- | ----- | ------------- |
| 1    | 1         | Terrence Tinsley | Storbritannien | 11,62 | Q             |
| 1    | 2         | John Musa        | Zimbabwe       |       |               |
| 2    | 1         | James Joseph     | Guyana         | 11,08 | Q             |
| 2    | 2         | Fawzi Abdussalam | Libyen         |       |               |
| 3    | 1         | Lau Veldt        | Nederländerna  | 11,38 | Q             |
| 3    | 2         | László Morcz     | Ungern         |       |               |
| 4    | 1         | László Morcz     | Ungern         | 11,49 | Q             |
| 4    | 2         | Fawzi Abdussalam | Libyen         |       | Q             |
| 4    | 3         | John Musa        | Zimbabwe       |       |               |

#### Andra omgången
| Heat | Placering | Cyklist          | Land            | Tid   | Kvalificering |
| ---- | --------- | ---------------- | --------------- | ----- | ------------- |
| 1    | 1         | Lutz Hesslich    | Östtyskland     |       | Q             |
| 1    | 2         | Fawzi Abdussalam | Libyen          | NP    |               |
| 2    | 1         | Anton Tkác       | Tjeckoslovakien | 11,23 | Q             |
| 2    | 2         | László Morcz     | Ungern          |       |               |
| 3    | 1         | Yavé Cahard      | Frankrike       | 10,87 | Q             |
| 3    | 2         | Lau Veldt        | Nederländerna   |       |               |
| 4    | 1         | Sergeij Kopjlov  | Sovjetunionen   | 10,55 | Q             |
| 4    | 2         | James Joseph     | Guyana          |       |               |
| 5    | 1         | Dazzan Octavio   | Italien         | 11,07 | Q             |
| 5    | 2         | Tinsley Terrence | Storbritannien  |       |               |
| 6    | 1         | Heinz Isler      | Schweiz         | 11,42 | Q             |
| 6    | 2         | Henrik Salee     | Danmark         |       |               |
| 7    | 1         | Kenrick Tucker   | Australien      | 10,93 | Q             |
| 7    | 2         | Benedykt Kocot   | Polen           |       |               |

#### Andra uppsamlingen
| Heat | Placering | Cyklist          | Land           | Tid   | Kvalificering |
| ---- | --------- | ---------------- | -------------- | ----- | ------------- |
| 1    | 1         | Henrik Salee     | Danmark        | 10,94 | Q             |
| 1    | 2         | László Morcz     | Ungern         |       |               |
| 2    | 1         | Lau Veldt        | Nederländerna  | 11,04 | Q             |
| 2    | 2         | Kocot Benedykt   | Polen          |       |               |
| 3    | 1         | James Joseph     | Guyana         |       | Q             |
| 3    | 2         | Terrence Tinsley | Storbritannien | AB    |               |

### Åttondelsfinaler

#### Första omgången
| Heat | Placering | Cyklist         | Land            | Tid   | Kvalificering |
| ---- | --------- | --------------- | --------------- | ----- | ------------- |
| 1    | 1         | Lutz Hesslich   | Östtyskland     | 10,75 | Q             |
| 1    | 2         | James Joseph    | Guyana          |       |               |
| 2    | 1         | Anton Tkác      | Tjeckoslovakien | 11,19 | Q             |
| 2    | 2         | Lau Veldt       | Nederländerna   |       |               |
| 3    | 1         | Yavé Cahard     | Frankrike       | 10,94 | Q             |
| 3    | 2         | Henrik Salee    | Danmark         |       |               |
| 4    | 1         | Sergeij Kopjlov | Sovjetunionen   | 10,71 | Q             |
| 4    | 2         | Kenrick Tucker  | Australien      |       |               |
| 5    | 1         | Octavio Dazzan  | Italien         | 10,95 | Q             |
| 5    | 2         | Heinz Isler     | Schweiz         |       |               |

#### Uppsamling
| Heat | Placering | Cyklist        | Land          | Tid   | Kvalificering |
| ---- | --------- | -------------- | ------------- | ----- | ------------- |
| 1    | 1         | Heinz Isler    | Schweiz       | 11,20 | Q             |
| 1    | 2         | Lau Veldt      | Nederländerna |       |               |
| 2    | 1         | Kenrick Tucker | Australien    | 11,25 | Q             |
| 2    | 2         | Henrik Salee   | Danmark       |       |               |
| 2    | 3         | James Joseph   | Guyana        |       |               |

### Kvartsfinaler
| Heat | Placering | Cyklist         | Land            | Tid 1 | Tid 2 | Tid 3 | Kvalificering |
| ---- | --------- | --------------- | --------------- | ----- | ----- | ----- | ------------- |
| 1    | 1         | Lutz Hesslich   | Östtyskland     | 10,95 | 10,96 |       | Q             |
| 1    | 2         | Henrik Salee    | Danmark         |       |       |       |               |
| 2    | 1         | Anton Tkác      | Tjeckoslovakien | 10,94 | 10,70 |       | Q             |
| 2    | 2         | Kenrick Tucker  | Australien      |       |       |       |               |
| 3    | 1         | Yavé Cahard     | Frankrike       | 11,05 | 11,04 |       | Q             |
| 3    | 2         | Heinz Isler     | Schweiz         |       |       |       |               |
| 4    | 1         | Sergeij Kopjlov | Sovjetunionen   | 10,76 | 11,00 |       | Q             |
| 4    | 2         | Octavio Dazzan  | Italien         |       |       |       |               |

### Semifinaler
| Heat | Placering | Cyklist         | Land            | Tid 1 | Tid 2 | Tid 3 | Kvalificering |
| ---- | --------- | --------------- | --------------- | ----- | ----- | ----- | ------------- |
| 1    | 1         | Lutz Hesslich   | Östtyskland     | 11,60 | 11,23 |       | Q             |
| 1    | 2         | Sergeij Kopjlov | Sovjetunionen   |       |       |       |               |
| 1    | 2         | Anton Tkác      | Tjeckoslovakien | 11,25 |       |       |               |
| 1    | 1         | Yavé Cahard     | Frankrike       |       | 11,08 | 10,66 | Q             |

### Finaler

#### Bronsmatch
| Heat | Placering | Cyklist         | Land            | Tid 1 | Tid 2 | Slutplacering |
| ---- | --------- | --------------- | --------------- | ----- | ----- | ------------- |
| 1    | 1         | Sergeij Kopjlov | Sovjetunionen   | 10,56 | 10,47 | 3             |
| 1    | 2         | Anton Tkác      | Tjeckoslovakien |       |       | 4             |

#### Final
| Heat | Placering | Cyklist       | Land        | Tid 1 | Tid 2 | Tid 3 | Slutplacering |
| ---- | --------- | ------------- | ----------- | ----- | ----- | ----- | ------------- |
| 1    | 1         | Lutz Hesslich | Östtyskland | 11,40 |       | 12,01 | 1             |
| 1    | 2         | Yavé Cahard   | Frankrike   |       | 10,86 |       | 2             |